# Beaulieu, Haute-Loire
Beaulieu là một xã thuộc tỉnh Haute-Loire nam trung bộ nước Pháp. Xã Beaulieu, Haute-Loire nằm ở khu vực có độ cao trung bình 600 mét trên mực nước biển.